# Hamvas őszibarack-levéltetű
A hamvas őszibarack-levéltetű (Hyalopterus amygdali), a rovarok (Insecta) osztályába, ezen belül a félfedelesszárnyúak (Hemiptera) rendjének valódi levéltetűfélék (Aphididae) családjába tartozó faj.
Az őszibarack egyik legveszélyesebb kártevője.

## Megjelenése
A szárnyatlan nőstények teste 2,5 mm, hosszú, tojásdad alakú, színezete világos, kékeszöld. Testének felületét viaszpor bevonat borítja. Hátoldalán három hosszanti csík húzódik végig, ezen csíkokon vékonyabb a viaszbevonat.
A szárnyas nőstények hossza 2,4 mm, testük zöld, a potrohon sötétzöld harántcsíkok figyelhetők meg, testét szintén viaszpor fedi.

## Életmódja
Elsődleges tápnövénye az őszibarack, melyen tavasszal és ősszel élősködik. Nyári tápnövénye a nád.

### Nemzedékváltása
Évente 6-8 nemzedéke van.

Az áttelelő petékből április közepén fejlődnek ki a szárnyatlan ősanyák. Elevenszüléssel, szűznemzéssel hozzák létre első utódnemzedéküket, melyek szintén szárnyatlanok, de később a lárvák egy részéből már szárnyas nőstények fejlődnek.
Ezek más őszibarackfákra repülnek át, így nyár közepére a környező összes őszibarackfát ellepik.
A szárnyas nőstények egy része hosszabb útra kelve felkeresi nyári tápnövényét, a nádat. Ezen elevenszüléssel, gyors ütemben több nemzedék fejlődik, így száraz, meleg időjárás esetén a nádasokat is tömegesen ellephetik.
Szeptembertől a nádon és az őszibarackfákon is szárnyas nőstények és hímek fejlődnek, melyek mind az őszibarackra vándorolnak.

A nőstények elhagyják az őszibarack levelét, és a hajtáscsúcsra vándorolnak, ahol várják a nádról érkező hímeket.
A megtermékenyítés után a nőstények a rügyek védelmébe helyezik 3-4 petéjüket.
A peték színe kezdetben zöld, később fekete, viaszporral borított.
A tojásrakás hosszú, meleg őszön, még novemberben is tarthat.

## Kártétele
A hajtások csúcsát és a leveleket borító levéltetű tömeg szívogatása nyomán a növényrészek nem torzulnak jelentősen, fejlődésükben ugyan visszamaradnak, de nem csavarodnak, a leveleknek széle és hegye görbül csak enyhén a fonák felé.
Ennek ellenére a szívogatás következtében a hajtások alig növekszenek, a gyümölcsök nagy része lehullik, vagy apró marad, az egész fa fejlődése megáll.
Ezenkívül a tetvek ürüléke, a mézharmat fényes bevonatként borítja az egész lombozatot és a gyümölcsöket, amiben rövidesen megtelepszik a korompenész is.

### Védekezés
Fontos a fertőzött növényi részek rendszeres begyűjtése és megsemmisítése, a téli fatisztogatás az áttelelő peték elpusztítására.
Vegyszeres védekezésre az olajtartalmú lemosószerek ajánlottak.